# .ml
.ml는 말리의 인터넷 국가 코드 최상위 도메인이다. Sotelma에서 관리한다. 1993년에 개설되었다.

## 3차 도메인
- .com.ml: 회사 및 상표
- .net.ml: 인터넷 제공자
- .org.ml: 협회, 국제 조직
- .edu.ml: 학교
- .gov.ml: 정부 조직
- .presse.ml: 지방 조직